# ستينوبتيليا أتلانتيكولا
ستينوبتيليا أتلانتيكولا هي عثة تنتمي لِعائلة حاملات الريش. مُتوطنة في المغرب.
يبلغُ طُول جناحيها 25 مم. الأجنحة الأمامية بنية اللَّون والأجنحة الخلفية بُنية كريمية.